# 788
788 (DCCLXXXVIII, na numeração romana) foi um ano bissexto do século VI, do Calendário Juliano, da Era de Cristo, teve início a uma Terça-feira e terminou a uma Quarta-feira, e as suas letras dominicais foram F e E.
| Ano completo                          |
| ------------------------------------- |
| Ano bissexto com início à terça-feira |

## Mortes
- 30 de Setembro - Abderramão I, fundador do emirado omíada (n. 731).
- Abedal Maleque ibne Omar ibne Maruane, n. foi um general árabe, vizir de Abderramão I, n. 718.